# Torakocenteza

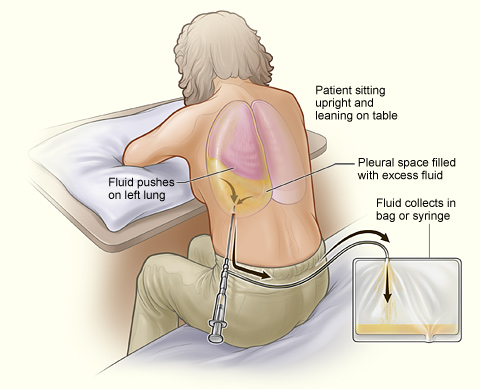
Zabieg torakocentezezy (opis w języku angielskim).

Torakocenteza – nakłucie jamy opłucnowej wykonywane w celach diagnostycznych (pobranie płynu do badań) bądź leczniczych (doopłucnowe podanie leków).
Wykonywane jest w przypadku obecności płynu w jamie opłucnej.

## Technika zabiegu
Badanie wykonuje się u siedzącego chorego w warunkach aseptyki. Skórę i opłucną znieczula się 1% roztworem lidokainy. Igłę połączoną z strzykawką wkłuwa się po górnym brzegu żebra, jedno lub dwa międzyżebrza poniżej granicy stłumienia, pomiędzy kręgosłupem, a linią pachową tylną lub pod kontrolą USG. Podczas wkłuwania igły stale aspiruje się treść. Po uzyskaniu płynu, można "po igle" wprowadzić cewnik. Obecnie dostępne są również gotowe zestawy do nakłucia jamy opłucnowej.
Uzyskany w ten sposób płyn poddaje się badaniom diagnostycznym.

## Wskazania
- świeżo stwierdzony płyn w jamie opłucnowej
- płyn w jamie opłucnowej u chorego z niewydolnością krążenia
  - występujący zwłaszcza po jednej stronie
  - objawy zapalenia opłucnej
  - stany podgorączkowe i gorączka
- terapeutyczne usunięcie płynu z jamy opłucnowej z powodu objawów uciśnięcia płuca
  - nie wolno usuwać więcej niż 1500 ml płynu jednorazowo

## Przeciwwskazania
- zakażenia skóry w miejscu planowanego wkłucia
- zaburzenia krzepliwości krwi
- mała objętość płynu (z uwagi na ryzyko nakłucia płuca i powstania odmy)

## Powikłania
- lokalny ból
- odma opłucnowa
- krwawienie do jamy opłucnowej
- odruch wazowagalny
- zakażenie w miejscu wkłucia
- ropniak opłucnej